# Plasterias latiradiata
Plasterias latiradiata är en tagghudingsart som beskrevs av Gray 1871. Plasterias latiradiata ingår i släktet Plasterias och familjen Platasteriidae. Inga underarter finns listade i Catalogue of Life.